# Автономний агент
Автоно́мний аге́нт (англ. autonomous agent) — інтелектуальний агент, що працює від імені власника, але без будь-якого його втручання. З'являється відповідно до багаторазово цитованого твердження більш не доступної публікації IBM таким чином:
|  | Інтелектуальні агенти — це програмні сутності, які виконують певний набір операцій від імені користувача або іншої програми з певним ступенем незалежності або автономії, і при цьому використовують якісь знання або уявлення про цілі або бажання користувача.Оригінальний текст (англ.) Intelligent agents are software entities that carry out some set of operations on behalf of a user or another program with some degree of independence or autonomy, and in so doing, employ some knowledge or representation of the user's goals or desires. |

Такий агент являє собою систему, яка розташована в технічному або природному середовищі і є його частиною, і яка відчуває будь-які чи деякі стани цього середовища, і діє на нього, переслідуючи свій власний порядок. Такий порядок розвивається з поривань (або запрограмованих цілей). Агент діє, щоб змінити частину навколишнього середовища або його стану, і впливає на те, що він відчув.
Не біологічні приклади включають інтелектуальні агенти, автономні роботи та різні програмні агенти, включно з агентами штучного життя та багатьма комп'ютерними вірусами. Біологічні приклади поки не визначено.